# Schamotte

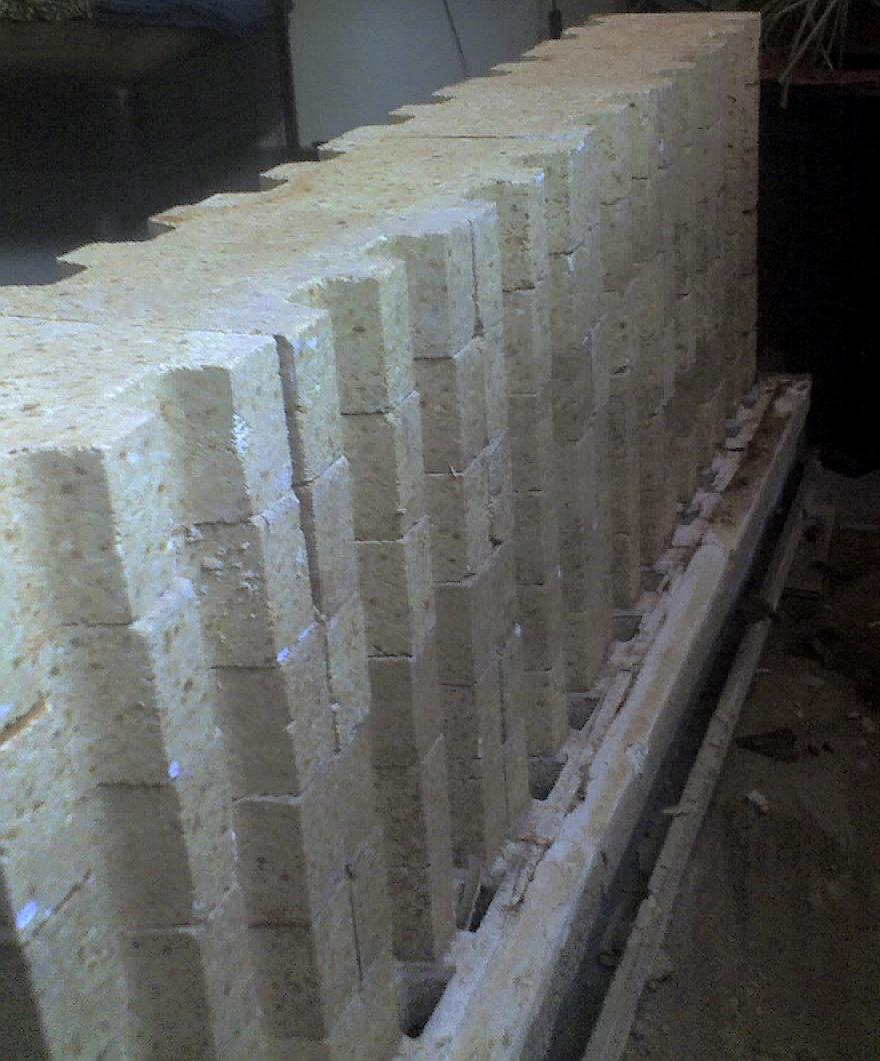
Schamotte in einer Nachtspeicherheizung

Als Schamotte f. (regional und in Österreich der Schamott, umgangssprachlich häufig auch Schamottstein) werden im allgemeinen Sprachgebrauch feuerfeste Steine und Ausmauerungen bezeichnet.
Fachsprachlich wird mit Schamotte nur ein gesteinsähnliches, künstlich hergestelltes, feuerfestes Material mit einem Anteil von 10 bis 45 Prozent Aluminiumoxid (Al2O3) bezeichnet, nicht aber andere feuerfeste Baustoffe.
Das Wort Schamotte ist angeblich im 18. Jahrhundert von italienischen Porzellanarbeitern in Thüringen gebildet worden (sciarmotti, scarmotti) mit Anlehnung an „Schärm“ oder „Scharm“, die thüringische Aussprache für „Scherben“.
Nach dem Al2O3-Gehalt werden unterschieden:
- saure Schamotte: 10 bis 30 %
- Normalschamotte: 30 bis 45 %.

Schamottsteine, die in Öfen (z. B. Nachtspeicheröfen) vor dem Jahr 1980 verbaut wurden, zählen nicht als Bauschutt. Sie müssen als Baustellen-Restabfälle entsorgt werden, da ihnen je nach Verwendung Asbestfasern anhaften können, bei Öfen etwa im Zementrest der Ausfugung. Die Steine selbst enthalten kein Asbest.

## Eigenschaften
Schamotte ist preiswerter als andere feuerfeste Steine. Sie ist mechanisch meist nur gering belastbar und wird auf der vom Feuer abgewandten Seite in der Regel durch Blech, Fliesen, Klinker oder andere widerstandsfähige Materialien vor mechanischer Beschädigung geschützt.
Beim Abbrand von Kohle und Holz herrscht oft eine CO-haltige, reduzierende Atmosphäre bei Temperaturen unterhalb von 800 °C, bei der das Boudouard-Gleichgewicht zur Bildung von elementarem Kohlenstoff neigt (2 CO ⇌ CO2 + C). Dieser Kohlenstoff setzt sich in den Poren der Steine ab und führt zur Zermürbung des Gefüges. Allerdings ist die Aktivierungsenergie für diese Reaktion normalerweise unter 800 °C nicht ausreichend. Freies Eisenoxid oder Eisen wirkt jedoch katalytisch, daher ist der Eisengehalt niedrig zu halten. Dadurch ist Schamotte als Ausmauerung zur Verhüttung von Eisenerz nicht gut geeignet.
Die spezifische Wärmekapazität (Fähigkeit zur Speicherung von Wärme) liegt mit 1,00 kJ/(kg·K) für Mauerwerk recht hoch, ungefähr gleichauf mit Beton oder Gips, während die Wärmeleitfähigkeit mit 0,8 W/(m·K) bei 100 °C und 1 W/(m·K) bei 1000 °C eher niedrig ist. Der Schmelzpunkt liegt bei einem Aluminiumoxid-Gehalt von 30 % bei etwa 1.780 °C. Der Siedepunkt wird gelegentlich mit über 9.000 °C angegeben. Dieser Wert ist jedoch fraglich, da höchstsiedende Verbindungen wie Wolfram(IV)-carbid bei rund 6000 °C und Al2O3 schon bei 3000 °C sieden.
Die Wasseraufnahme sollte weniger als 7 % betragen. Der lineare Wärmeausdehnungskoeffizient ist temperaturabhängig und beträgt bei Raumtemperatur etwa 10−5 /K und sinkt bei 1000 °C auf etwa 10−6 /K ab.

### Zweistoffsystem SiO2– Al2O3
Die waagerechte Linie bei knapp 1600 °C liegt auf Höhe des eutektischen Punkts. Unterhalb dieser Temperatur ist die ganze Schmelze erstarrt. Zwischen dieser Linie und der darüberliegenden Kurve liegt eine Mischung aus flüssiger und fester Phase vor, da bei einem Al2O3-Gehalt oberhalb des eutektischen Punktes zuerst Al2O3 auskristallisiert. Hierdurch reduziert sich der Al2O3-Gehalt in der Schmelze, so dass sich diese der Zusammensetzung am eutektischen Punkt annähert. Bei weiterer Wärmeabgabe kristallisiert diese eutektische Zusammensetzung bei konstanter Temperatur aus, bis die Schmelze komplett erstarrt ist. Die obere Kurve markiert den Punkt, an dem die Masse komplett aufgeschmolzen ist.
Mit dem Gehalt an Aluminiumoxid
- steigt der Schmelzpunkt des Gemisches,
- nimmt die Festigkeit zu,
- sinkt das Porenvolumen und
- die Temperaturwechselbeständigkeit steigt.

### Mineralphasen
- Mullit 25–50 %
- Glas 25–50 %
- Quarz bzw. Cristobalit bis 30 %

Das Ziel ist es in der Regel, den Anteil an Mullit zu maximieren. Bei geringen Al2O3-Gehalten ist dies schwer zu erreichen. Daraus resultieren bei minderwertigen Qualitäten hohe Anteile an SiO2 (saure Schamotte).
Ein qualitativ hochwertiger Schamottestein (höhere Anwendungstemperatur) zeichnet sich durch einen möglichst hohen Al2O3-Anteil aus, um möglichst viel Mullit 3 Al2O3·2 SiO2 zu bilden.

## Geschichte
Bevor Schamotte beim Ofenbau zum Einsatz kam, wurden Öfen mit Backofensteinen natürlichen Ursprungs ausgekleidet.
Der älteste Hersteller feuerfester Erzeugnisse in Deutschland sind die Wolfshöher Tonwerke; gegründet 1856 von Lorenz Wolf. Als Ziegelei-Besitzer belieferte er Mitte des 19. Jahrhunderts unter anderem das Gaswerk in Nürnberg. Hier lernte er erstmals feuerfeste Steine kennen. Diese wurden in großem Umfang zum Bau von Feuerungen benötigt, mussten bis dahin aber noch zu sehr hohen Preisen aus England bezogen werden. Da er auf seinem Weg nach Nürnberg schon des Öfteren auf Spuren feuerfesten Tons gestoßen war, den man zur Herstellung feuerfester Materialien (sogenannter Schamotte oder Chamotte) benötigt, erkannte er seine Chance und gründete auf der Rollhofener Höhe eine Schamotte-Produktion.

## Herstellung

### Rohstoffe
Der Rohstoff für den Schamottestein sind Tonminerale. Man spricht von Schamotte, solange ausschließlich Ton im Versatz verwendet wurde. Die Grünkörper können jedoch nicht aus reinem Ton geformt werden, da sonst eine enorme Brennschwindung einträte, die zu Rissen und Verformungen beim Brennen der Steine führte.
Es wird daher zunächst Schamottekörnung hergestellt. Dazu wird Rohton plastisch aufbereitet, grob zerkleinert und getrocknet. Danach wird er bis zur maximalen Mullitbildung gebrannt, danach gebrochen oder gemahlen und das Zwischenprodukt wird durch Sieben in Grob-, Mittel- und Feinkorn fraktioniert. Diese Schamottekörnung wird nun wieder mit einem gewissen Anteil ungebrannten Rohtons gemischt, der zur Bindung der Schamottekörnung und zur Ergänzung des Gefüges dient.
Der verwendete Ton sollte möglichst rein sein. Einfacher Lehm enthält in der Regel einen relativ großen Quarzanteil, der eine qualitativ minderwertige saure Schamotte ergibt. Ein möglichst hoher Kaolinitanteil im Ton ist von Vorteil, da dieser keine Alkalien mitbringt.
Zusätze von Periklas (MgO) bewirken eine Cordierit-Bildung, welche die Temperaturwechselbeständigkeit (TWB) auf Grund des kleineren WAK stärkt, aber die Temperaturbeständigkeit leicht senkt.

### Formgebung
Die Formgebung erfolgt durch Herstellung von Gießschlicker, plastischer Masse oder Pressgranulat. Das Verhältnis von Schamottekörnung zu Ton variiert. Die vorgebrannte Schamottekörnung ist nicht formbar. Die Herstellung komplexer Formen erfordert daher einen höheren Tonanteil.
Die Formgebung erfolgt durch Schlickerguss, Extrusion mittels Strangpresse oder Trockenpressen. Je trockener die Masse bei der Formgebung ist, desto besser werden die feuerfesten Eigenschaften des fertigen Steins.
Je geringer der Wassergehalt der Rohmasse, desto
- höher die Rohdichte,
- geringer die Porosität (das Optimum liegt bei ca. 20 %),
- höher die KDF (Kaltdruckfestigkeit),
- höher das Druck-Erweichen T05 (höhere Anwendungstemperatur),
- höher die Temperaturwechselbeständigkeit TWB,
- höher die Maßhaltigkeit und
- geringer die Brenn- und Trockenschwindung.

Ein trockengepresster Stein ist plastisch geformten oder schlickergegossenen Steinen in Hinsicht auf die feuerfesten Eigenschaften überlegen. Letztere Herstellungsverfahren werden daher nur angewendet, wenn die gewünschte Form nicht durch Trockenpressen zu erreichen ist.

### Sintern von Schamotten
Angestrebt wird eine maximale Mullitbildung unter der Annahme, dass das gesamte Aluminiumoxid im Rohstoff an der Mullitbildung teilnimmt. Dies geschieht bei Temperaturen zwischen 1000 und 1400 °C. Zuerst bildet sich Schuppenmullit, aus dem sich bei höheren Temperaturen Nadelmullit bildet. Die nadelige Form erlaubt es den Mullitkristallen, sich ineinander zu verstricken, wodurch sich der Stein verfestigt.
Es ist abzuwägen zwischen
- langer Brennzeit und maximaler Mullitbildung zum Erreichen einer maximalen Hitzebeständigkeit, sowie
- kurzer Brennzeit und der Einsparung von Energiekosten.

Hohe Quarzgehalte erfordern ein vorsichtiges Aufheizen (wegen Modifikationswechseln).

## Anwendung

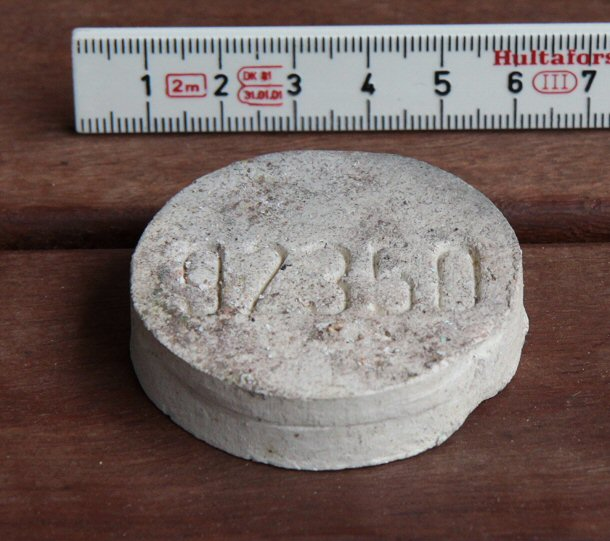
Ein bei einer Feuerbestattung verwendeter Schamottestein

Schamottesteine werden zur Auskleidung des Brennraums von Kachelöfen, Kaminen und technischen Öfen verwendet.
Als preiswerter Ersatz kommen heute auch Platten aus Vermiculit zur Anwendung. Diese besitzen eine geringere Wärmeleitfähigkeit als Schamotte, so dass höhere Verbrennungstemperaturen erreicht werden können. Vermiculit ist jedoch weniger abriebfest als Schamotte und speichert die Wärme schlechter.
Weitere Anwendungen:
- Herstellung von Pizzasteinen zum Unterlegen im häuslichen Backofen.
- Wärmespeichermasse in Elektrogebäudeheizungen
- Schamottesteine mit eingepressten Nummer zur Kennzeichnung der Asche eines Verstorbenen bei einer Feuerbestattung

### Technische Anwendungen
- Innenbeschichtung von Behältern, in denen Metall geschmolzen oder flüssiges Metall transportiert wird
- Auskleidung von Öfen (unter Umständen auch zur Hintermauerungen von hochwertigerem Feuerfest-Material)

## Einteilung der Schamottesteine
| Bezeichnung | Al2O3    | Segerkegelnummer | Max. Anwendungstemperatur |
| ----------- | -------- | ---------------- | ------------------------- |
| A0          | >42 %    | 34               | 1400 °C                   |
| AIS         | 40–42 %  | 33–34            | 1350–1400 °C              |
| AI          | 37–40 %  | 33               | 1300–1350 °C              |
| AII         | 33–37 %  | 32               | 1250–1300 °C              |
| AIII        | 30–33 %  | 30               | 1200–1250 °C              |
| Bezeichnung | SiO2     | Segerkegelnummer | Max. Anwendungstemperatur |
| BI          | ca. 78 % | 32–33            |                           |
| BII         | ca. 72 % | 30–31            |                           |
| BIII        | ca. 67 % | 28–29            |                           |

Einteilung aus dem Jahr 1962 (veraltet, aber noch gebräuchlich)
Hier wird die chemische Zusammensetzung als Klassifizierungsmerkmal verwendet, ungeachtet der Eigenschaftmerkmale, welche unabhängig von der chemischen Zusammensetzung sein können.

### Stahl-Eisen-Werkstoffblatt 917
| Sorte | Al2O3-Gehalt | Fe2O3-Gehalt | Rohdichte | Rohdichte    | Offene Porosität | Offene Porosität | KDF    | KDF          | KDF  | Druckfeuerbeständigkeit DFB a | Druckfeuerbeständigkeit DFB a |
|       | [%]          | [%]          | [g cm−3]  | Standardabw. | [%]              | Standardabw.     | N mm−2 | Standardabw. | xmin | [°C]                          | Standardabw.                  |
| ----- | ------------ | ------------ | --------- | ------------ | ---------------- | ---------------- | ------ | ------------ | ---- | ----------------------------- | ----------------------------- |
| A40t  | >40          | <2,5         | >2,15     | 0,05         | <20              | 2                | >30    | 15           | 20   | >1450                         | 40                            |
| A40h  | >40          | <2,5         | >2,10     | 0,05         | <21              | 2                | >25    | 15           | 15   | >1420                         | 40                            |
| A40p  | >40          | <2,5         | >1,90     | 0,06         | <26              | 2                | >15    | 10           | 10   | >1380                         | 40                            |
| A35t  | 35–40        | <2,5         | >2,10     | 0,05         | <19              | 2                | >30    | 15           | 20   | >1400                         | 40                            |
| A35h  | 35–40        | <2,5         | >2,05     | 0,05         | <20              | 2                | >25    | 15           | 15   | >1380                         | 40                            |
| A35p  | 35–40        | <2,5         | >1,90     | 0,06         | <25              | 2                | >15    | 10           | 10   | >1350                         | 40                            |
| A30t  | 30–35        | <3           | >2,05     | 0,05         | <19              | 2                | >30    | 15           | 20   | >1370                         | 40                            |
| A30h  | 30–35        | <3           | >2,05     | 0,05         | <20              | 2                | >25    | 15           | 15   | >1350                         | 40                            |
| A30p  | 30–35        | <3           | >1,90     | 0,06         | <24              | 2                | >15    | 10           | 10   | >1320                         | 40                            |
| A25t  | <30          | <3           | >2,05     | 0,05         | <18              | 2                | >35    | 15           | 25   | >1340                         | 40                            |
| A25h  | <30          | <3           | >2,05     | 0,05         | <19              | 2                | >30    | 15           | 20   | >1320                         | 40                            |
| A25p  | <30          | <3           | >1,90     | 0,06         | <22              | 2                | >20    | 10           | 15   | >1300                         | 40                            |

Der Al2O3-Gehalt ist nur als Richtwert zu betrachten, vorrangig für die Klassifizierung ist die Einhaltung der minimalen/maximalen Eigenschaftswerte.